# Jüdischer Friedhof (Lauterbourg)

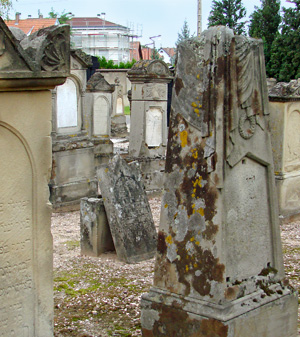
Grabsteine auf dem jüdischen Friedhof

Der Jüdische Friedhof (frz.: Cimetière juif) im nordelsässischen Lauterbourg ist die Begräbnisstätte der ehemaligen jüdischen Gemeinde der Kleinstadt.

## Geschichte
Lange Zeit wurden die verstorbenen Mitglieder der seit dem Mittelalter nachweisbaren jüdischen Gemeinde von Lauterburg in der Pfalz beigesetzt. Seit Anfang des 18. Jahrhunderts diente der jüdische Friedhof im benachbarten Weißenburg als Begräbnisplatz.
Um 1875 wurde dann in Lauterburg die Genehmigung für einen Friedhof erteilt. Angelegt wurde er außerhalb der Stadtbefestigung, südlich des christlichen Friedhofs. Das älteste heute noch vorhandene Grab datiert aus dem Jahr 1877.
Während des Zweiten Weltkriegs wurden drei Viertel der etwa 40 Mitglieder umfassenden jüdischen Gemeinde deportiert und ermordet, die Synagoge im Juni 1940 bei einem deutschen Angriff auf die Stadt durch einen Brand weitgehend zerstört. Nach Kriegsende kam das jüdische Leben zum Erliegen, der Friedhof wurde 1964 profaniert.